# 袁耀 (清朝)

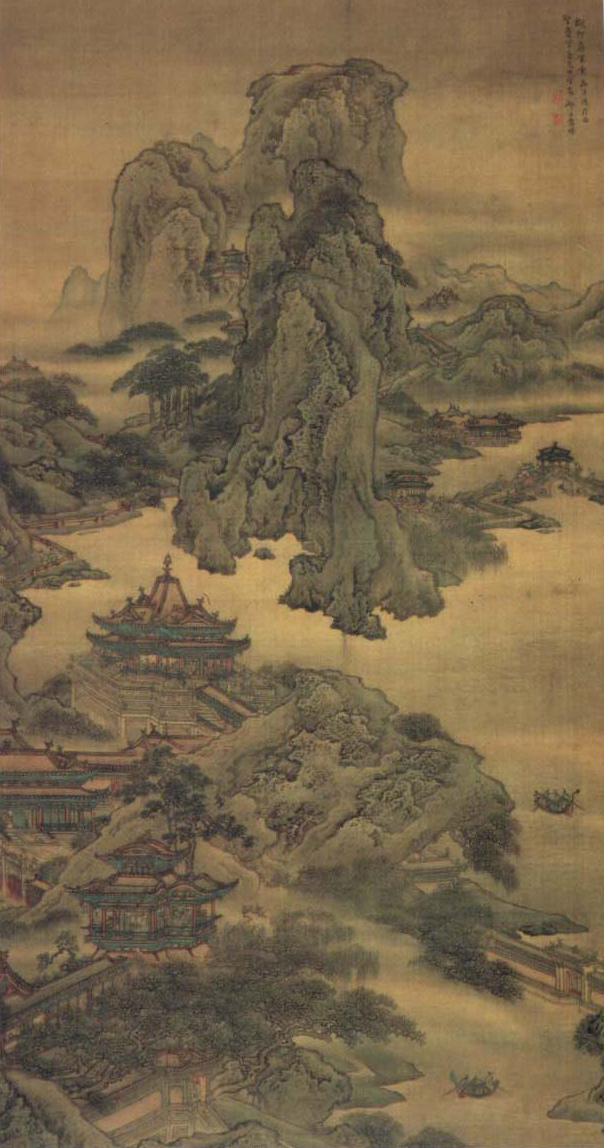
阿房宫图

袁耀（？—？），一作袁曜，字昭道，号溺渔者，江苏扬州人，清朝時期人物，畫家。袁江之子（一说为其侄）。
早年跟父学习，善于山水及楼阁界画。传世作品包括
- 乾隆四年《雪蕉双鹤图》轴（藏广东省博物馆）
- 乾隆十五年《阿房宫山水图》轴（藏广州美术馆）
- 乾隆十九年作《盘车图》轴（藏沈阳故宫博物院）
- 乾隆三十年作《江山共老图》轴（藏山东省博物馆）
- 乾隆四十三年作《扬州名胜图》（藏故宫博物院）
- 乾隆四十五年作《阿房宫图》轴（藏南京博物院）